# 山形県立米沢鶴城高等学校
山形県立米沢鶴城高等学校（やまがたけんりつ よねざわかくじょうこうとうがっこう Yamagata Prefectural Yonezawa Kakujo High School）は、山形県米沢市に開校した県立高等学校。

## 概要
山形県教育委員会は、2020年（令和2年）3月「東南置賜地区の県立高校再編整備計画」を策定し、 山形県立米沢工業高等学校と山形県立米沢商業高等学校を統合し、2025年（令和7年）度に米沢産業高校（仮称）を開校する方針を決定。2023年10月に統合校の校名を山形県立米沢鶴城高等学校とした。校名の意味は米沢城の別名舞鶴城の愛称から。
校舎は米沢工業高校の校舎をそのまま使用。

## 設置学科
- 全日制課程
  - 機械制御科
  - 電気情報科
  - 建築科
  - 環境工学科
  - 総合ビジネス科
  - 会計情報科
- 定時制課程
  - 総合学科

## 交通アクセス
最寄りの鉄道駅
- JR東日本 奥羽本線 「米沢駅」より徒歩20分

## 沿革
- 2025年（令和7年）4月1日 - 米沢工業高校と米沢商業高校を統合して米沢鶴城高校が開校

## 部活動
- 運動部
  - バレーボール部(男女)、バスケットボール部(男女)、バドミントン部(男女)、剣道部(男女)、サッカー部(男)、野球部(男)、陸上競技部(男女)、ソフトテニス部(男女)、弓道部、卓球部、柔道部、登山部、スキー部、レスリング部(男女)、ホッケー部(女)、校外活動部(男女)
- 文化部
  - 美術部、吹奏楽部、伝統文化部、写真部、小倉百人一首かるた部、家庭研究部、機械類工業クラブ、電気情報類工業クラブ、建設環境類工業クラブ、商業研究部、簿記部、ワープロ部